# Jardin botanique de la Ville de Paris
- Wikimedia Commons alberga una categoría multimedia sobre Jardin botanique de la Ville de Paris.

El Jardin botanique de la Ville de Paris (Jardín Botánico de la Ciudad de París) es la denominación con la que se conoce a una colección botánica que con una extrensión de 83 hectáreas abarca en total a cuatro jardines botánicos que están administrados por la municipalidad de París, Francia.
- En el Bois de Boulogne
  - Jardin des Serres d'Auteuil
  - Parc de Bagatelle

- En el Bois de Vincennes
  - Arboretum de l'école du Breuil
  - Parc Floral de Paris